# Grabovička rijeka
 (décembre 2022).
Le contenu est difficilement compréhensible vu les erreurs de traduction, qui sont peut-être dues à l'utilisation d'un logiciel de traduction automatique.
Grabovička rijeka est l'un des affluents de gauche de la Vrbanja rivière. Il s'élève à proximité du village de Miljevići (environ 1 050 mètres d'altitude), sous la route de Golo Brdo, sur les pentes sud de Ježica (1 276 m) et Zastijenje (1 230 m).
La route régionale Skender Vakuf – Travnik longe la crête du plateau de Vlašić. La crête marquait la frontière entre les bassins de Vrbanja et Ugar. Cette rivière pénètre dans un canyon profond, avec une profondeur allant jusqu'à 350 mètres. La rivière Grabovička traverse ce canyon près de Grabovica, vieux village,.
Au cours de la Guerre en Bosnie, dans l'école primaire de Grabovica, environ 200 Bosniaques ont disparu du village de Večići et de ses colonies environnantes. Leurs restes restent inconnus,,,,.